# Acanthochondria triglae
Acanthochondria triglae is een eenoogkreeftjessoort uit de familie van de Chondracanthidae. De wetenschappelijke naam van de soort is voor het eerst geldig gepubliceerd in 1990 door Herrera-Cubilla & Raibaut.